# Mistrovství světa ve fotbale 1930 (soupisky)
Soupisky na Mistrovství světa ve fotbale 1930, které se hrálo v Uruguayi:
Toto je seznam soupisek účastníků Mistrovství světa ve fotbale 1930  podle rozdělení týmů do skupin. 
| Zlato              | Stříbro              | Bronz                 |
| ------------------ | -------------------- | --------------------- |
| Uruguay • Soupiska | Argentina • Soupiska | Jugoslávie • Soupiska |

## Skupina 1

### Argentina
Trenér: Francisco Olazar a Juan José Tramutola

| Jméno                | Datum narození    | Datum úmrtí                         | Klub                                |
| Brankáři             | Brankáři          | Brankáři                            | Brankáři                            |
| -------------------- | ----------------- | ----------------------------------- | ----------------------------------- |
| Ángel Bossio         | 5. května 1905    | 31. srpna 1978 (ve věku 73 let)     | Talleres de Remedios de Escalada    |
| Juan Botasso         | 23. října 1908    | 5. října 1950 (ve věku 41 let)      | Argentino de Quilmes                |
| Obránci              |                   |                                     |                                     |
| José Della Torre     | 23. března 1906   | 31. července 1979 (ve věku 73 let)  | Racing Club                         |
| Ramón Muttis         | 12. března 1899   | 12. ledna 1955 (ve věku 55 let)     | CA Boca Juniors                     |
| Fernando Paternoster | 24. května 1903   | 6. června 1967 (ve věku 64 let)     | Racing Club                         |
| Edmundo Piaggio      | 3. října 1905     | 27. června 1975 (ve věku 69 let)    | CA Lanús                            |
| Záložníci            |                   |                                     |                                     |
| Alberto Chividini    | 23. února 1907    | 31. října 1961 (ve věku 54 let)     | Estudiantil Porteño                 |
| Juan Evaristo        | 20. června 1902   | 8. května 1978 (ve věku 75 let)     | Sportivo Barracas                   |
| Luis Monti           | 15. května 1901   | 9. září 1983 (ve věku 82 let)       | CA San Lorenzo de Almagro           |
| Rodolfo Orlandini    | 1. ledna 1905     | 24. prosince 1990 (ve věku 85 let)  | Estudiantil Porteño                 |
| Pedro Arico Suárez   | 5. června 1908    | 18. dubna 1979 (ve věku 70 let)     | Ferro Carril Oeste                  |
| Adolfo Zumelzú       | 5. ledna 1902     | 29. března 1973 (ve věku 71 let)    | Sportivo Palermo                    |
| Útočníci             |                   |                                     |                                     |
| Roberto Cherro       | 23. února 1907    | 11. října 1965 (ve věku 58 let)     | CA Boca Juniors                     |
| Attilio Demaría      | 19. března 1909   | 11. listopadu 1990 (ve věku 81 let) | Club de Gimnasia y Esgrima La Plata |
| Mario Evaristo       | 10. prosince 1908 | 30. dubna 1993 (ve věku 84 let)     | CA Boca Juniors                     |
| Manuel Ferreira      | 22. října 1905    | 29. června 1983 (ve věku 77 let)    | Estudiantes de La Plata             |
| Natalio Perinetti    | 28. prosince 1900 | 24. května 1985 (ve věku 84 let)    | Racing Club                         |
| Carlos Peucelle      | 13. září 1908     | 1. dubna 1990 (ve věku 81 let)      | Club Sportivo Buenos Aires          |
| Alejandro Scopelli   | 12. května 1908   | 23. října 1987 (ve věku 79 let)     | Estudiantes de La Plata             |
| Carlos Spadaro       | 5. února 1902     | 15. listopadu 1985 (ve věku 83 let) | CA Lanús                            |
| Guillermo Stábile    | 17. ledna 1905    | 23. prosince 1966 (ve věku 61 let)  | CA Huracán                          |
| Francisco Varallo    | 5. února 1910     | 30. srpna 2010 (ve věku 100 let)    | Club de Gimnasia y Esgrima La Plata |

### Chile
Hlavní trenér: György Orth

| Jméno                  | Datum narození    | Datum úmrtí                         | Klub                     |
| Brankáři               | Brankáři          | Brankáři                            | Brankáři                 |
| ---------------------- | ----------------- | ----------------------------------- | ------------------------ |
| Roberto Cortés         | 2. února 1905     | 30. srpna 1975 (ve věku 70 let)     | Colo-Colo                |
| César Espinoza         | 28. září 1900     | 31. října 1993 (ve věku 93 let)     | Santiago Wanderers       |
| Obránci                |                   |                                     |                          |
| Ernesto Chaparro       | 1. dubna 1901     | 10. června 1957 (ve věku 56 let)    | Colo-Colo                |
| Ulises Poirier         | 2. února 1897     | 9. března 1977 (ve věku 80 let)     | La Cruz Valparaíso       |
| Víctor Morales         | 10. května 1905   | 22. května 1938 (ve věku 33 let)    | Colo-Colo                |
| Guillermo Riveros      | 10. února 1902    | 8. října 1959 (ve věku 57 let)      | La Cruz Valparaíso       |
| Záložníci              |                   |                                     |                          |
| Arturo Coddou          | 14. ledna 1905    | 31. prosince 1954 (ve věku 49 let)  | Arturo Fernández Vial    |
| Humberto Elgueta       | 10. září 1904     | 28. listopadu 1976 (ve věku 72 let) | Santiago Wanderers       |
| Horacio Muñoz          | 3. srpna 1905     | 23. října 1976 (ve věku 71 let)     | Arturo Fernández Vial    |
| Guillermo Saavedra     | 5. listopadu 1903 | 12. května 1957 (ve věku 53 let)    | Colo-Colo                |
| Arturo Torres Carrasco | 20. října 1906    | 20. dubna 1987 (ve věku 80 let)     | Colo-Colo                |
| Casimiro Torres        | 1.1 1906          | 24. ledna 1973 (ve věku 67 let)     | Everton de Viña del Mar  |
| Útočníci               |                   |                                     |                          |
| Juan Aguilera          | 23. října 1903    | 21. října 1979 (ve věku 75 let)     | Audax Italiano           |
| Guillermo Arellano     | 21. srpna 1908    | 16. února 1999 (ve věku 90 let)     | Colo-Colo                |
| Tomás Ojeda            | 20. dubna 1910    | 20. února 1983 (ve věku 72 let)     | Boca Juniors Antofagasta |
| Carlos Schneeberger    | 21. června 1902   | 1. října 1973 (ve věku 71 let)      | Colo-Colo                |
| Guillermo Subiabre     | 25. února 1903    | 11. dubna 1964 (ve věku 61 let)     | Colo-Colo                |
| Carlos Vidal           | 24. února 1902    | 7. června 1982 (ve věku 80 let)     | Audax Italiano           |
| Eberardo Villalobos    | 1. března 1908    | 26. června 1964 (ve věku 56 let)    | Rangers de Talca         |

### Francie
Hlavní trenér: Raoul Caudron

| Jméno                | Datum narození     | Datum úmrtí                         | Klub               |
| Brankáři             | Brankáři           | Brankáři                            | Brankáři           |
| -------------------- | ------------------ | ----------------------------------- | ------------------ |
| André Tassin         | 23. února 1902     | 12. července 1986 (ve věku 84 let)  | Racing Paříž       |
| Alex Thépot          | 30. července 1906  | 21. února 1989 (ve věku 82 let)     | Red Star FC        |
| Obránci              |                    |                                     |                    |
| Numa Andoire         | 19. března 1908    | 2. ledna 1994 (ve věku 85 let)      | FC Antibes         |
| Marcel Capelle       | 11. února 1904     | 8. dubna 1996 (ve věku 92 let)      | Racing Paříž       |
| Étienne Mattler      | 25. prosince 1905  | 23. března 1986 (ve věku 80 let)    | FC Sochaux         |
| Záložníci            |                    |                                     |                    |
| Augustin Chantrel    | 11. listopadu 1906 | 4. září 1956 (ve věku 49 let)       | Stade Français FC  |
| Célestin Delmer      | 15. února 1907     | 2. března 1996 (ve věku 89 let)     | Amiens SC          |
| Jean Laurent         | 30. prosince 1906  | 14. května 1995 (ve věku 88 let)    | CA Paris-Charenton |
| Marcel Pinel         | 8. července 1908   | 18. března 1968 (ve věku 59 let)    | Red Star FC        |
| Alexandre Villaplane | 12. září 1905      | 26. prosince 1944 (ve věku 39 let)  | Red Star FC        |
| Útočníci             |                    |                                     |                    |
| Edmond Delfour       | 1. listopadu 1907  | 19. prosince 1990 (ve věku 83 let)  | Racing Paříž       |
| Marcel Langiller     | 2. června 1908     | 28. prosince 1980 (ve věku 72 let)  | Excelsior Roubaix  |
| Lucien Laurent       | 10. prosince 1907  | 11. dubna 2005 (ve věku 97 let)     | CA Paris-Charenton |
| Ernest Libérati      | 22. března 1906    | 2. června 1983 (ve věku 77 let)     | Amiens SC          |
| André Maschinot      | 28. června 1903    | 10. března 1963 (ve věku 59 let)    | FC Sochaux         |
| Émile Veinante       | 12. června 1907    | 18. listopadu 1983 (ve věku 76 let) | Racing Paříž       |

### Mexiko
Hlavní trenér: Juan Luque de Serrallonga

| Jméno                     | Datum narození     | Datum úmrtí                        | Klub         |
| Brankáři                  | Brankáři           | Brankáři                           | Brankáři     |
| ------------------------- | ------------------ | ---------------------------------- | ------------ |
| Óscar Bonfiglio           | 5. října 1905      | 4. listopadu 1987 (ve věku 82 let) | C.D. Marte   |
| Isidoro Sota              | 4. února 1902      | 8. prosince 1976 (ve věku 74 let)  | Club América |
| Obránci                   |                    |                                    |              |
| Francisco Garza Gutiérrez | 14. března 1904    | 30. října 1965 (ve věku 61 let)    | Club América |
| Rafael Garza Gutiérrez    | 13. prosince 1896  | 3. července 1974 (ve věku 77 let)  | Club América |
| Manuel Rosas              | 17. dubna 1912     | 20. února 1989 (ve věku 76 let)    | Atlante FC   |
| Záložníci                 |                    |                                    |              |
| Efraín Amézcua            | 3. srpna 1907      | 1. ledna 2006 (ve věku 98 let)     | Atlante FC   |
| Raymundo Rodríguez        | 15. dubna 1905     | 18. září 1961 (ve věku 56 let)     | C.D. Marte   |
| Felipe Rosas              | 5. února 1910      | 17. června 1986 (ve věku 76 let)   | Atlante FC   |
| Alfredo Viejo Sánchez     | 28. května 1904    | 15. června 1978 (ve věku 74 let)   | Club América |
| Útočníci                  |                    |                                    |              |
| Juan Carreño              | 14. srpna 1909     | 16. prosince 1940 (ve věku 31 let) | Atlante FC   |
| Jesús Castro              | 16. října 1908     | 23. dubna 1977 (ve věku 68 let)    | Club América |
| Roberto Gayón             | 1. ledna 1905      | 1. ledna 2006 (ve věku 101 let)    | Club América |
| Hilario López             | 18. listopadu 1907 | 17. června 1965 (ve věku 57 let)   | C.D. Marte   |
| Dionisio Mejía            | 6. ledna 1907      | 17. července 1963 (ve věku 56 let) | Atlante FC   |
| Felipe Olivares           | 5. února 1910      | 7. října 1993 (ve věku 83 let)     | Atlante FC   |
| Luis Pérez                | 25. srpna 1906     | 28. května 1963 (ve věku 56 let)   | Club Necaxa  |
| José Ruiz                 | 2. května 1904     | 14. srpna 1985 (ve věku 81 let)    | Club Necaxa  |

## Skupina 2

### Jugoslávie
Hlavní trenér: Boško Simonović

| Jméno                | Datum narození     | Datum úmrtí                         | Klub                        |
| Brankáři             | Brankáři           | Brankáři                            | Brankáři                    |
| -------------------- | ------------------ | ----------------------------------- | --------------------------- |
| Milovan Jakšić       | 21. ledna 1909     | 25. prosince 1953 (ve věku 44 let)  | FK BASK                     |
| Milan Stojanović     | 28. prosince 1911  | 18. června 1985 (ve věku 73 let)    | OFK Bělehrad                |
| Obránci              |                    |                                     |                             |
| Milutin Ivković      | 3. března 1906     | 23. května 1943 (ve věku 37 let)    | FK BASK                     |
| Dušan Marković       | 9. března 1906     | 29. listopadu 1974 (ve věku 68 let) | FK Vojvodina Novi Sad       |
| Dragoslav Mihajlović | 13. prosince 1906  | 18. června 1978 (ve věku 71 let)    | OFK Bělehrad                |
| Ljubiša Stevanović   | 4. ledna 1910      | 17. května 1978 (ve věku 68 let)    | FC Sète 34                  |
| Dragomir Tošić       | 8. listopadu 1909  | 20. června 1985 (ve věku 75 let)    | OFK Bělehrad                |
| Záložníci            |                    |                                     |                             |
| Milorad Arsenijević  | 6. června 1906     | 18. března 1987 (ve věku 80 let)    | OFK Bělehrad                |
| Momčilo Đokić        | 27. prosince 1911  | 21. dubna 1983 (ve věku 72 let)     | SK Jugoslavija              |
| Teofilo Spasojević   | 21. ledna 1909     | 28. února 1970 (ve věku 61 let)     | SK Jugoslavija              |
| Útočníci             |                    |                                     |                             |
| Ivan Bek             | 29. října 1909     | 2. června 1963 (ve věku 53 let)     | FC Sète 34                  |
| Branislav Hrnjiček   | 5. června 1908     | 2. července 1964 (ve věku 56 let)   | SK Jugoslavija              |
| Blagoje Marjanović   | 9. září 1907       | 1. října 1984 (ve věku 77 let)      | OFK Bělehrad                |
| Dragutin Najdanović  | 15. dubna 1908     | 3. listopadu 1981 (ve věku 73 let)  | OFK Bělehrad                |
| Branislav Sekulić    | 29. října 1906     | 24. září 1968 (ve věku 61 let)      | Stade Olympique Montpellier |
| Aleksandar Tirnanić  | 15. července 1910  | 13. prosince 1992 (ve věku 82 let)  | OFK Bělehrad                |
| Đorđe Vujadinović    | 29. listopadu 1909 | 5. října 1990 (ve věku 80 let)      | OFK Bělehrad                |

### Brazílie
Hlavní trenér: Píndaro

| Jméno               | Datum narození     | Datum úmrtí                         | Klub                           |
| Brankáři            | Brankáři           | Brankáři                            | Brankáři                       |
| ------------------- | ------------------ | ----------------------------------- | ------------------------------ |
| Joel                | 1. května 1904     | 6. dubna 1990 (ve věku 85 let)      | América                        |
| Velloso             | 25. srpna 1908     | 8. srpna 1996 (ve věku 87 let)      | Fluminense FC                  |
| Obránci             |                    |                                     |                                |
| Brilhante           | 5. listopadu 1904  | 8. června 1980 (ve věku 75 let)     | CR Vasco da Gama               |
| Itália              | 22. května 1907    | 9. února 1964 (ve věku 56 let)      | CR Vasco da Gama               |
| Oscarino            | 17. ledna 1907     | 16. září 1990 (ve věku 83 let)      | Ypiranga Futebol Clube         |
| Zé Luiz             | 16. listopadu 1904 | 20. listopadu 1992 (ve věku 88 let) | Clube de Regatas São Cristóvão |
| Záložníci           |                    |                                     |                                |
| Benevenuto          | 4. srpna 1903      | 14. října 1978 (ve věku 75 let)     | CA Mineiro                     |
| Fausto              | 28. ledna 1905     | 27. března 1939 (ve věku 34 let)    | CR Vasco da Gama               |
| Fernando            | 1. března 1906     | 28. prosince 1968 (ve věku 62 let)  | Fluminense FC                  |
| Fortes              | 9. září 1901       | 2. května 1966 (ve věku 64 let)     | Fluminense FC                  |
| Hermógenes          | 4. listopadu 1908  | 5. srpna 1979 (ve věku 70 let)      | América                        |
| Ivan Mariz          | 16. ledna 1910     | 13. května 1982 (ve věku 72 let)    | Fluminense FC                  |
| Estanislau Pamplona | 24. března 1904    | 29. října 1973 (ve věku 69 let)     | Botafogo FR                    |
| Útočníci            |                    |                                     |                                |
| Araken              | 17. července 1905  | 24. ledna 1990 (ve věku 84 let)     | CR Flamengo                    |
| Benedicto           | 30. listopadu 1906 | 11. února 1944 (ve věku 37 let)     | Botafogo FR                    |
| Carvalho Leite      | 25. června 1912    | 19. července 2004 (ve věku 92 let)  | Botafogo FR                    |
| Doca                | 7. dubna 1903      | 12. listopadu 1956 (ve věku 53 let) | Clube de Regatas São Cristóvão |
| Manoelzinho         | 22. srpna 1907     | 22. listopadu 1953 (ve věku 46 let) | Gaytacaz                       |
| Moderato            | 14. července 1902  | 31. ledna 1986 (ve věku 83 let)     | CR Flamengo                    |
| Nilo                | 3. dubna 1903      | 7. února 1975 (ve věku 71 let)      | Botafogo FR                    |
| Poly                | 21. prosince 1907  | 10. května 1986 (ve věku 78 let)    | Americano-RS                   |
| Preguinho           | 8. února 1905      | 1. října 1979 (ve věku 74 let)      | Fluminense FC                  |
| Russinho            | 18. prosince 1902  | 14. srpna 1992 (ve věku 89 let)     | CR Vasco da Gama               |
| Téophilo            | 11. dubna 1900     | 10. dubna 1988 (ve věku 87 let)     | Clube de Regatas São Cristóvão |

### Bolívie
Hlavní trenér: Ulises Saucedo

| Jméno                | Datum narození    | Datum úmrtí                         | Klub                 |
| Brankáři             | Brankáři          | Brankáři                            | Brankáři             |
| -------------------- | ----------------- | ----------------------------------- | -------------------- |
| Jesús Bermúdez       | 24. ledna 1902    | 3. ledna 1945 (ve věku 42 let)      | Oruro Royal          |
| Miguel Murillo       | 24. března 1898   | 12. února 1968 (ve věku 69 let)     | Club Bolívar         |
| Obránci              |                   |                                     |                      |
| Casiano Chavarría    | 3. srpna 1901     | 13. června 1978 (ve věku 76 let)    | Calavera La Paz      |
| Segundo Durandal     | 17. března 1912   | 12. ledna 1976 (ve věku 63 let)     | Club San José        |
| Luis Reyes Peñaranda | 5. června 1911    | 9. prosince 2002 (ve věku 91 let)   | Universitario La Paz |
| Záložníci            |                   |                                     |                      |
| Juan Argote          | 6. ledna 1907     | 13. září 1990 (ve věku 83 let)      | Club Bolívar         |
| Miguel Brito         | 13. června 1901   | 22. října 1961 (ve věku 60 let)     | Oruro Royal          |
| Diógenes Lara        | 6. dubna 1903     | 16. září 1968 (ve věku 65 let)      | Club Bolívar         |
| Constantino Noya     | 11. srpna 1901    | 26. března 1988 (ve věku 86 let)    | Oruro Royal          |
| Renato Sáinz         | 14. prosince 1899 | 28. prosince 1982 (ve věku 83 let)  | Club The Strongest   |
| Jorge Valderrama     | 12. prosince 1906 | 1. prosince 1964 (ve věku 57 let)   | Oruro Royal          |
| Útočníci             |                   |                                     |                      |
| Mario Alborta        | 19. září 1910     | 1. ledna 1976 (ve věku 65 let)      | Club Bolívar         |
| José Bustamante      | 20. března 1907   | 6. července 2000 (ve věku 93 let)   | Lítoral La Paz       |
| René Fernández       | 1. ledna 1906     | 4. února 1956 (ve věku 50 let)      | Alianza Oruro        |
| Gumercindo Gómez     | 21. ledna 1907    | 31. ledna 1980 (ve věku 73 let)     | Oruro Royal          |
| Rafael Méndez        | 5. září 1904      | 12. listopadu 1982 (ve věku 78 let) | Universitario La Paz |
| Eduardo Reyes Ortíz  | 8. května 1907    | 16. dubna 1980 (ve věku 72 let)     | Club The Strongest   |

## Skupina 3

### Uruguay
Hlavní trenér: Alberto Suppici

| Jméno                | Datum narození     | Datum úmrtí                         | Klub                           |
| Brankáři             | Brankáři           | Brankáři                            | Brankáři                       |
| -------------------- | ------------------ | ----------------------------------- | ------------------------------ |
| Enrique Ballestrero  | 18. ledna 1905     | 11. října 1969 (ve věku 64 let)     | CA Peñarol                     |
| Miguel Capuccini     | 5. ledna 1904      | 9. června 1980 (ve věku 76 let)     | CA Peñarol                     |
| Obránci              |                    |                                     |                                |
| Lorenzo Fernández    | 20. května 1900    | 16. listopadu 1973 (ve věku 73 let) | CA Peñarol                     |
| Ernesto Mascheroni   | 21. listopadu 1907 | 3. července 1984 (ve věku 76 let)   | Olimpia                        |
| José Nasazzi         | 24. května 1901    | 7. června 1968 (ve věku 67 let)     | CA Bella Vista                 |
| Emilio Recoba        | 3. listopadu 1904  | 12. září 1992 (ve věku 87 let)      | Nacional Montevideo            |
| Domingo Tejera       | 22. června 1899    | 30. června 1969 (ve věku 70 let)    | Montevideo Wanderers           |
| Záložníci            |                    |                                     |                                |
| José Leandro Andrade | 22. listopadu 1901 | 5. října 1957 (ve věku 55 let)      | Nacional Montevideo            |
| Álvaro Gestido       | 17. května 1907    | 18. ledna 1957 (ve věku 49 let)     | CA Peñarol                     |
| Ángel Melogno        | 22. března 1905    | 27. března 1945 (ve věku 40 let)    | CA Bella Vista                 |
| Conduelo Píriz       | 17. června 1905    | 25. prosince 1976 (ve věku 71 let)  | Nacional Montevideo            |
| Carlos Riolfo        | 5. listopadu 1905  | 5. prosince 1978 (ve věku 73 let)   | CA Peñarol                     |
| Útočníci             |                    |                                     |                                |
| Peregrino Anselmo    | 30. dubna 1902     | 27. října 1975 (ve věku 73 let)     | CA Peñarol                     |
| Juan Carlos Calvo    | 26. června 1906    | 12. října 1977 (ve věku 71 let)     | Club Sportivo Miramar Misiones |
| Héctor Castro        | 29. listopadu 1904 | 15. září 1960 (ve věku 55 let)      | Nacional Montevideo            |
| Pedro Cea            | 1. září 1900       | 18. září 1970 (ve věku 70 let)      | Nacional Montevideo            |
| Pablo Dorado         | 22. června 1908    | 18. listopadu 1978 (ve věku 70 let) | CA Bella Vista                 |
| Santos Iriarte       | 2. listopadu 1902  | 10. listopadu 1968 (ve věku 66 let) | Racing Club de Montevideo      |
| Pedro Petrone        | 11. května 1905    | 13. prosince 1964 (ve věku 59 let)  | Nacional Montevideo            |
| Zoilo Saldombide     | 18. března 1905    | 4. prosince 1981 (ve věku 76 let)   | Nacional Montevideo            |
| Héctor Scarone       | 26. listopadu 1898 | 4. dubna 1967 (ve věku 68 let)      | Nacional Montevideo            |
| Santos Urdinarán     | 30. března 1900    | 14. července 1979 (ve věku 79 let)  | Nacional Montevideo            |

### Rumunsko
Hlavní trenér: Costel Rădulescu

| Jméno               | Datum narození    | Datum úmrtí                         | Klub                            |
| Brankáři            | Brankáři          | Brankáři                            | Brankáři                        |
| ------------------- | ----------------- | ----------------------------------- | ------------------------------- |
| Ion Lăpușneanu      | 8. prosince 1908  | 24. února 1992 (ve věku 83 let)     | FC Sportul Studențesc București |
| Samuel Zauber       | 9. ledna 1901     | 10. června 1986 (ve věku 85 let)    | Maccabi București               |
| Obránci             |                   |                                     |                                 |
| Rudolf Bürger       | 31. října 1908    | 20. ledna 1980 (ve věku 71 let)     | Chinezul Temešvár               |
| Iosif Czako         | 11. června 1906   | 12. září 1966 (ve věku 60 let)      | UDR Reşiţa                      |
| Adalbert Steiner    | 24. ledna 1907    | 10. prosince 1984 (ve věku 77 let)  | CA Temešvár                     |
| Záložníci           |                   |                                     |                                 |
| Alexandru Borbely   | 12. prosince 1900 | 26. srpna 1987 (ve věku 86 let)     | Belvedere Bucuresti             |
| Alfred Eisenbeisser | 7. dubna 1908     | 1. června 1991 (ve věku 83 let)     | Jahn Cernăuţi                   |
| Ladislau Raffinsky  | 23. dubna 1905    | 31. července 1981 (ve věku 76 let)  | Juventus Bukurešť               |
| Corneliu Robe       | 23. května 1908   | 4. ledna 1969 (ve věku 60 let)      | Olympia București               |
| Petre Steinbach     | 1. ledna 1906     | 8. března 1996 (ve věku 90 let)     | Unirea Tricolor București       |
| Emerich Vogl        | 12. srpna 1905    | 29. října 1971 (ve věku 66 let)     | Juventus Bukurešť               |
| Útočníci            |                   |                                     |                                 |
| Ștefan Barbu        | 2. března 1908    | 30. června 1970 (ve věku 62 let)    | Olimpia Arad                    |
| Adalbert Deșu       | 24. března 1909   | 6. června 1937 (ve věku 28 let)     | UDR Reşiţa                      |
| Andrei Glanzmann    | 27. března 1907   | 23. června 1988 (ve věku 81 let)    | CA Oradea                       |
| Elemér Kocsis       | 26. února 1910    | 6. října 1981 (ve věku 71 let)      | CA Oradea                       |
| Nicolae Kovács      | 29. prosince 1911 | 7. července 1977 (ve věku 65 let)   | Banatul Timişoara               |
| Constantin Stanciu  | 13. dubna 1911    | 25. listopadu 1983 (ve věku 72 let) | AS Venus Bukurešť               |
| Ilie Subășeanu      | 6. června 1906    | 12. prosince 1980 (ve věku 74 let)  | AS Venus Bukurešť               |
| Rudolf Wetzer       | 17. března 1901   | 13. dubna 1993 (ve věku 92 let)     | Juventus Bukurešť               |

### Peru
Hlavní trenér: Francisco Bru

| Jméno                   | Datum narození     | Datum úmrtí                        | Klub                           |
| Brankáři                | Brankáři           | Brankáři                           | Brankáři                       |
| ----------------------- | ------------------ | ---------------------------------- | ------------------------------ |
| Jorge Pardon            | 4. března 1905     | 19. prosince 1977 (ve věku 72 let) | Sporting Tabaco                |
| Juan Valdivieso         | 6. května 1910     | 2. května 2007 (ve věku 96 let)    | Alianza Lima                   |
| Obránci                 |                    |                                    |                                |
| Mario de las Casas      | 31. ledna 1905     | 10. října 2002 (ve věku 97 let)    | Club Universitario de Deportes |
| Arturo Fernández Meyzán | 3. února 1906      | 27. února 1999 (ve věku 93 let)    | Ciclista Lima Association      |
| Antonio Maquilón        | 29. listopadu 1902 | 20. dubna 1984 (ve věku 81 let)    | Sportivo Tarapacá Ferrocarril  |
| Alberto Soria           | 10. března 1906    | 23. června 1980 (ve věku 74 let)   | Alianza Lima                   |
| Záložníci               |                    |                                    |                                |
| Eduardo Astengo         | 15. srpna 1905     | 3. prosince 1969 (ve věku 64 let)  | Club Universitario de Deportes |
| Alberto Denegri         | 7. srpna 1906      | 18. května 1973 (ve věku 66 let)   | Club Universitario de Deportes |
| Plácido Galindo         | 9. března 1906     | 27. října 1988 (ve věku 82 let)    | Club Universitario de Deportes |
| Domingo García          | 30. listopadu 1904 | 16. prosince 1986 (ve věku 82 let) | Alianza Lima                   |
| Julio Quintana          | 13. července 1904  | 16. června 1981 (ve věku 76 let)   | Alianza Lima                   |
| Juan Alfonso Valle      | 2. března 1905     | 7. listopadu 1998 (ve věku 93 let) | Circolo Sportivo Italiano      |
| Útočníci                |                    |                                    |                                |
| Carlos Cillóniz         | 1. července 1910   | 24. října 1972 (ve věku 62 let)    | Club Universitario de Deportes |
| Jorge Góngora           | 12. října 1906     | 25. června 1999 (ve věku 92 let)   | Club Universitario de Deportes |
| José María Lavalle      | 21. dubna 1902     | 7. července 1984 (ve věku 82 let)  | Alianza Lima                   |
| Julio Lores             | 15. září 1908      | 15. července 1947 (ve věku 38 let) | Club Necaxa                    |
| Demetrio Neyra          | 15. prosince 1908  | 27. září 1957 (ve věku 48 let)     | Alianza Lima                   |
| Pablo Pacheco           | 22. června 1908    | 2. května 1982 (ve věku 73 let)    | Club Universitario de Deportes |
| Lizardo Rodríguez Nue   | 30. srpna 1910     | 31. října 1985 (ve věku 75 let)    | Sport Progreso                 |
| Jorge Sarmiento         | 2. listopadu 1900  | 20. února 1957 (ve věku 56 let)    | Alianza Lima                   |
| Luis de Souza Ferreira  | 6. října 1908      | 29. září 2008 (ve věku 99 let)     | Club Universitario de Deportes |
| Alejandro Villanueva    | 4. června 1908     | 11. dubna 1944 (ve věku 35 let)    | Alianza Lima                   |

## Skupina 4

### Spojené státy americké
Hlavní trenér: Robert Millar

| Jméno            | Datum narození    | Datum úmrtí                        | Klub                    |
| Brankáři         | Brankáři          | Brankáři                           | Brankáři                |
| ---------------- | ----------------- | ---------------------------------- | ----------------------- |
| Jimmy Douglas    | 12. ledna 1898    | 5. března 1972 (ve věku 74 let)    | New York Nationals      |
| Obránci          |                   |                                    |                         |
| Jimmy Gallagher  | 7. června 1901    | 7. října 1971 (ve věku 70 let)     | New York Nationals      |
| James Gentle     | 21. června 1904   | 22. května 1986 (ve věku 81 let)   | Philadelphia Field Club |
| George Moorhouse | 4. dubna 1901     | 12. října 1943 (ve věku 42 let)    | New York Giants         |
| Raphael Tracey   | 6. února 1904     | 6. března 1975 (ve věku 71 let)    | Ben Millers             |
| Frank Vaughn     | 18. února 1902    | 9. července 1959 (ve věku 57 let)  | Ben Millers             |
| Alexander Wood   | 12. června 1907   | 20. července 1987 (ve věku 80 let) | Holley Carburetor F.C.  |
| Záložníci        |                   |                                    |                         |
| Andy Auld        | 26. ledna 1900    | 6. prosince 1977 (ve věku 77 let)  | Providence FC           |
| Jim Brown        | 31. prosince 1908 | 9. listopadu 1994 (ve věku 85 let) | New York Giants         |
| Billy Gonsalves  | 10. srpna 1908    | 17. července 1977 (ve věku 68 let) | Fall River FC           |
| Arnie Oliver     | 22. května 1907   | 16. října 1993 (ve věku 86 let)    | Fall River FC           |
| Philip Slone     | 20. ledna 1907    | 4. listopadu 2003 (ve věku 96 let) | New York Giants         |
| Útočníci         |                   |                                    |                         |
| Mike Bookie      | 12. září 1904     | 12. října 1944 (ve věku 40 let)    | Cleveland Slavia        |
| Tom Florie       | 6. září 1897      | 26. dubna 1966 (ve věku 68 let)    | New Bedford Whalers II  |
| Bart McGhee      | 30. dubna 1899    | 26. ledna 1979 (ve věku 79 let)    | New York Nationals      |
| Bert Patenaude   | 4. listopadu 1909 | 4. listopadu 1974 (ve věku 65 let) | Newark Americans        |

### Paraguay
Hlavní trenér: José Durand Laguna

| Jméno                  | Datum narození     | Datum úmrtí                         | Klub                  |
| Brankáři               | Brankáři           | Brankáři                            | Brankáři              |
| ---------------------- | ------------------ | ----------------------------------- | --------------------- |
| Pedro Benítez          | 12. ledna 1901     | 31. ledna 1974 (ve věku 73 let)     | Club Libertad         |
| Modesto Denis          | 19. února 1901     | 11. července 1977 (ve věku 76 let)  | Club Nacional         |
| Obránci                |                    |                                     |                       |
| Eustacio Chamorro      | 8. dubna 1909      | 12. července 2001 (ve věku 92 let)  | Club Presidente Hayes |
| Salvador Flores        | 17. října 1906     | 15. června 1990 (ve věku 83 let)    | Cerro Porteño         |
| José Miracca           | 23. září 1903      | 1. prosince 1968 (ve věku 65 let)   | Club Nacional         |
| Quiterio Olmedo        | 21. prosince 1907  | 13. února 1987 (ve věku 79 let)     | Club Nacional         |
| Záložníci              |                    |                                     |                       |
| Francisco Aguirre      | 30. listopadu 1908 | 16. prosince 1991 (ve věku 83 let)  | Club Olimpia          |
| Santiago Benítez       | 8. ledna 1903      | 27. května 1997 (ve věku 94 let)    | Club Olimpia          |
| Eusebio Díaz           | 17. června 1901    | 3. srpna 1959 (ve věku 58 let)      | Club Guaraní          |
| Romildo Etcheverry     | 15. prosince 1906  | 21. dubna 1967 (ve věku 60 let)     | Club Olimpia          |
| Diego Florentín        | 10. května 1900    | 15. října 1986 (ve věku 86 let)     | Club River Plate      |
| Tranquilino Garcete    | 9. ledna 1907      | 28. února 1962 (ve věku 55 let)     | Club Libertad         |
| Útočníci               |                    |                                     |                       |
| Delfin Benítez Cáceres | 24. září 1910      | 8. ledna 2004 (ve věku 93 let)      | Club Libertad         |
| Saguier Carreras       | 4. srpna 1904      | 18. září 1991 (ve věku 87 let)      | Sportivo Luqueño      |
| Diógenes Domínguez     | 20. dubna 1902     | 5. prosince 1990 (ve věku 88 let)   | Sportivo Luqueño      |
| Aurelio González       | 25. září 1905      | 9. července 1997 (ve věku 91 let)   | Club Olimpia          |
| Lino Nessi             | 17. ledna 1904     | 12. září 1960 (ve věku 56 let)      | Club Libertad         |
| Amadeo Ortega          | 13. května 1902    | 17. října 1983 (ve věku 81 let)     | Club River Plate      |
| Bernabé Rivera         | 19. dubna 1903     | 27. listopadu 1980 (ve věku 77 let) | Sportivo Luqueño      |
| Gerardo Romero         | 2. srpna 1906      | 29. prosince 1996 (ve věku 90 let)  | Club Libertad         |
| Luis Vargas Peña       | 23. dubna 1907     | 19. března 1994 (ve věku 86 let)    | Club Olimpia          |
| Jacinto Villalba       | 9. února 1905      | 16. května 1994 (ve věku 89 let)    | Cerro Porteño         |

### Belgie
Hlavní trenér: Hector Goetinck

| Jméno             | Datum narození    | Datum úmrtí                         | Klub                           |
| Brankáři          | Brankáři          | Brankáři                            | Brankáři                       |
| ----------------- | ----------------- | ----------------------------------- | ------------------------------ |
| Arnold Badjou     | 26. června 1909   | 17. září 1994 (ve věku 85 let)      | Racing White Daring Molenbeek  |
| Jean De Bie       | 9. května 1892    | 30. dubna 1961 (ve věku 68 let)     | Royal Racing Club de Bruxelles |
| Obránci           |                   |                                     |                                |
| Henri De Deken    | 3. srpna 1907     | 12. února 1960 (ve věku 52 let)     | Royal Antwerp FC               |
| Nicolas Hoydonckx | 29. prosince 1900 | 4. února 1985 (ve věku 84 let)      | KSC Hasselt                    |
| Théodore Nouwens  | 17. února 1908    | 21. prosince 1974 (ve věku 66 let)  | KV Mechelen                    |
| Záložníci         |                   |                                     |                                |
| Pierre Braine     | 26. října 1900    | 6. listopadu 1951 (ve věku 51 let)  | Beerschot AC                   |
| Alexis Chantraine | 16. března 1901   | 24. dubna 1987 (ve věku 86 let)     | RFC de Liège                   |
| Jean De Clercq    | 17. května 1905   | 20. března 1984 (ve věku 78 let)    | Royal Antwerp FC               |
| August Hellemans  | 21. června 1907   | 4. května 1992 (ve věku 84 let)     | KV Mechelen                    |
| Útočníci          |                   |                                     |                                |
| Ferdinand Adams   | 3. května 1903    | 10. listopadu 1992 (ve věku 89 let) | RSC Anderlecht                 |
| Gérard Delbeke    | 1. září 1903      | 22. října 1977 (ve věku 74 let)     | Club Brugge KV                 |
| Jan Diddens       | 14. září 1906     | 21. července 1972 (ve věku 65 let)  | KRC Mechelen                   |
| Jacques Moeschal  | 6. září 1900      | 30. října 1956 (ve věku 56 let)     | Royal Racing Club de Bruxelles |
| André Saeys       | 20. února 1911    | 2. března 1988 (ve věku 77 let)     | Cercle Brugge KSV              |
| Louis Versyp      | 5. prosince 1908  | 27. června 1988 (ve věku 79 let)    | Club Brugge KV                 |
| Bernard Voorhoof  | 10. května 1910   | 18. února 1974 (ve věku 63 let)     | KSK Liersche                   |